# Communauté de communes des belles sources
La Communauté de communes des belles sources (CCBS) est une ancienne communauté de communes française, située dans le département de la Haute-Saône en région Bourgogne-Franche-Comté.
Créée le 31 décembre 2001, elle a fusionné avec d'autres intercommunalités pour former, le 1er janvier 2014 la communauté de communes de la Haute Comté

## Historique
La communauté de communes a été créée par un arrêté préfectoral du 26 décembre 2002.
Compte tenu de sa faible taille, une réflexion sur la fusion de plusieurs petites intercommunalités a été envisagée dès 2009, qui consistait à regrouper Belles Sources, Val de Semouse et Saône et Coney, puis, en 2011, entre uniquement Belles Sources et Saône et Coney, le Val de Semouse étant maintenu.
Le schéma départemental de coopération intercommunale approuvé en décembre 2011 par le préfet de Haute-Saône et prévoit notamment la fusion de la communauté de communes Saône et Coney, de la communauté de communes des belles sources et de la communauté de communes du val de Semouse.
La fusion des trois intercommunalités a formé, le 1er janvier 2014, la communauté de communes de la Haute Comté.

## Territoire communautaire
L'intercommunalité regroupe, en 2013, les 20 communes suivantes pour une population totale sans double compte de 3 416 habitants (RGP 1999) : 
- Ambiévillers
- Anchenoncourt-et-Chazel
- Anjeux
- Bassigney
- Betoncourt-Saint-Pancras
- Bouligney
- Conflans-sur-Lanterne
- Cuve
- Dampierre-lès-Conflans
- Dampvalley-Saint-Pancras
- Fontenois-la-Ville
- Girefontaine
- Hurecourt
- Jasney
- Mailleroncourt-Saint-Pancras
- Melincourt
- Montdoré
- La Pisseure
- Plainemont
- Pont-du-Bois

## Organisation

### Siège
L'intercommunalité avait son siège à Melincourt, 7 Place de la Mairie.

### Liste des présidents
L'intercommunalité était administrée par un conseil communautaire constitué de délégués élus en leur sein par les conseils municipaux des communes membres.
| Période                                  | Période | Identité         | Étiquette | Qualité                                       |
| ---------------------------------------- | ------- | ---------------- | --------- | --------------------------------------------- |
| Les données manquantes sont à compléter. |         |                  |           |                                               |
| ?                                        | 2013    | Jean-Louis Mouge |           | Maire de Dampierre-lès-Conflans (1994 → 2014) |

### Compétences
L'intercommunalité exerçait les compétences qui lui avaient été transférées par les communes membres dans les conditions définies par le code général des collectivités territoriales. Il s'agissait notamment de : 
- Soutien aux actions de maîtrise de la demande d'énergie (MDE) ;
- Environnement et cadre de vie : assainissement non collectif, collecte et traitement des ordures ménagères) ;
- Action sociale communautaire ;
- Politique de la ville : plan local pour l'insertion et l'emploi (PLIE) ;
- Développement et aménagement économique : zones d'activité, actions de développement économique ;
- Activités périscolaires, culturelles et socioculturelles ;
- Aménagement de l'espace : schéma de cohérence territoriale (SCOT) ;
- Voiries d'intérêt communautaire ;
- Développement touristique ;
- Logement et habitat : programme local de l'habitat (PLH) et opération programmée d'amélioration de l'habitat (OPAH) ;
- Infrastructure de télécommunication (téléphonie mobile...) et NTIC (Internet, câble...).

### Régime fiscal et budget
La Communauté de communes était un établissement public de coopération intercommunale à fiscalité propre.
Afin de financer l'exercice de ses compétences, l'intercommunalité percevait la fiscalité professionnelle unique (FPU) – qui a succédé à la taxe professionnelle unique (TPU) – et assure une péréquation de ressources entre les communes résidentielles et celles dotées de zones d'activité.
Afin d'assurer le fonctionnement de ce service, l'intercommunalité percevait également la redevance d'enlèvement des ordures ménagères (REOM).